# Abbaye Notre-Dame du Calvaire
Ne doit pas être confondu avec Abbaye du Calvaire de La Fère.
L'Abbaye Notre-Dame du Calvaire, fondée en 1902, est une abbaye canadienne de l’Ordre cistercien de la stricte observance, située à Rogersville au Nouveau-Brunswick. Elle compte une dizaine de moines cisterciens-trappistes, qui vivent de leur travail en exploitant une ferme et une hôtellerie.

## Filiation
Selon la tradition monastique, et en conformité avec la charte de charité des oblats cisterciens de la stricte observance, chaque maison (monastère) relève d'une maison-mère qui, à son tour, relève d'une autre maison et ainsi de suite jusqu'à l'Abbaye de Cîteaux, le lieu de fondation de l'Ordre Cistercien, mais qui fait maintenant partie de l'Ordre cistercien de la stricte observance.
Filiation ascendante du Calvaire :
1. Abbaye Notre-Dame de Mistassini
2. Abbaye Val Notre-Dame
3. Abbaye de Cîteaux

Maisons-filles du Calvaire :
1. S.O.

## Abbés
- Antoine Piana : du 1er novembre 1902 au 14 octobre 1922 ;
- Hippolythe Bru : supérieur du 14 octobre 1922 au 14 juillet 1930, puis prieur  jusqu'au 18 septembre 1937 ;
- Alyre Richard : du 18 septembre 1937 au 11 octobre 1938 ;
- Cherubin Lenssen : supérieur du 11 octobre 1937 au 20 septembre 1946, puis prieur jusqu'en octobre 1953 ;
- Alphonse Arsenault : prieur du 15 décembre 1953 au 15 novembre 1960, puis abbé jusqu'au 11 avril 1991 ;
- Adrien Bordage : supérieur d'avril 1991 au 22 octobre 1991, puis abbé jusqu'au 20 février 1993 ;
- Maurice Guimond : supérieur du 20 février 1993 au 27 avril 1995, puis abbé jusqu'au 21 novembre 2002 ;
- Bede Stockill, abbé depuis 2002[1].

## Autres éponymes
Trappe du Calvaire
...